# Городок (Самарская область)
Городо́к— деревня в Кошкинском районе Самарской области. Входит в состав Сельского поселения Степная Шентала.

## География
Граничит с поселениями Степная Шентала, Большая Константиновка, Погрузная.

## История
Первоначально являлась хутором в Степно-Шенталинской волости, образованным в начале XX века (по реформе П. А. Столыпина) переселенцами из села Степная Шентала.
Национальный состав — эрзяне.
Являлась центром хуторского расселения степношенталинских крестьян в начале XX века.
Во время коллективизации стал местом объединения всех хуторов шенталинской округи в общее селение, своего рода «городок» из хуторов.
Второе название — Хутор-Шентала. До настоящего времени в обиходе применяется также третье название — Власть Труда (по названию бывшего колхоза). 

## Население
| 2005 | 2010 |
| ---- | ---- |
| 227  | ↘222 |

## Сельское хозяйство
Из хуторских хозяйств в 19.. году первоначально образовался колхоз «Власть Труда». С центром в деревне Городок.
Колхоз «Власть труда» в 1954 году объединился с колхозом «Степной» (Степная Шентала) и с колхозом «Рабочий» (Ст. Фейзуллово) в колхоз имени Хрущева, позже переименован к-з «Шенталинский».
С 1989 г. — вновь отдельное хозяйство, СПК «Власть Труда».
На 2000 г. — 2393 га с/х угодий, в том числе 2085 га пашни, 19 тракторов, 7 комбайнов, 12 автомобилей. Уборочные площади зерновых — 1083 га, урожайность — 15,7 ц/га. Поголовье КРС — 326 голов, в том числе 120 коров. Валовой надой — 262 тонны (1860 кг на 1 корову). Среднесуточный . привес КРС — 219 г, на 100 коров получен 91 теленок, падеж КРС — 49 голов.
С 2005 г. — ЗАО «Кошкинская АПК».